# Coordination (mouvement social)
Pour les articles homonymes, voir Coordination.
La coordination est, en matière de mouvement social, une forme d'organisation temporaire, à base professionnelle et à visée revendicative, qui se constitue en dehors du contrôle des syndicats,. Elle émerge en France dans la seconde moitié des années 1980,,.